# Der Rat der Götter

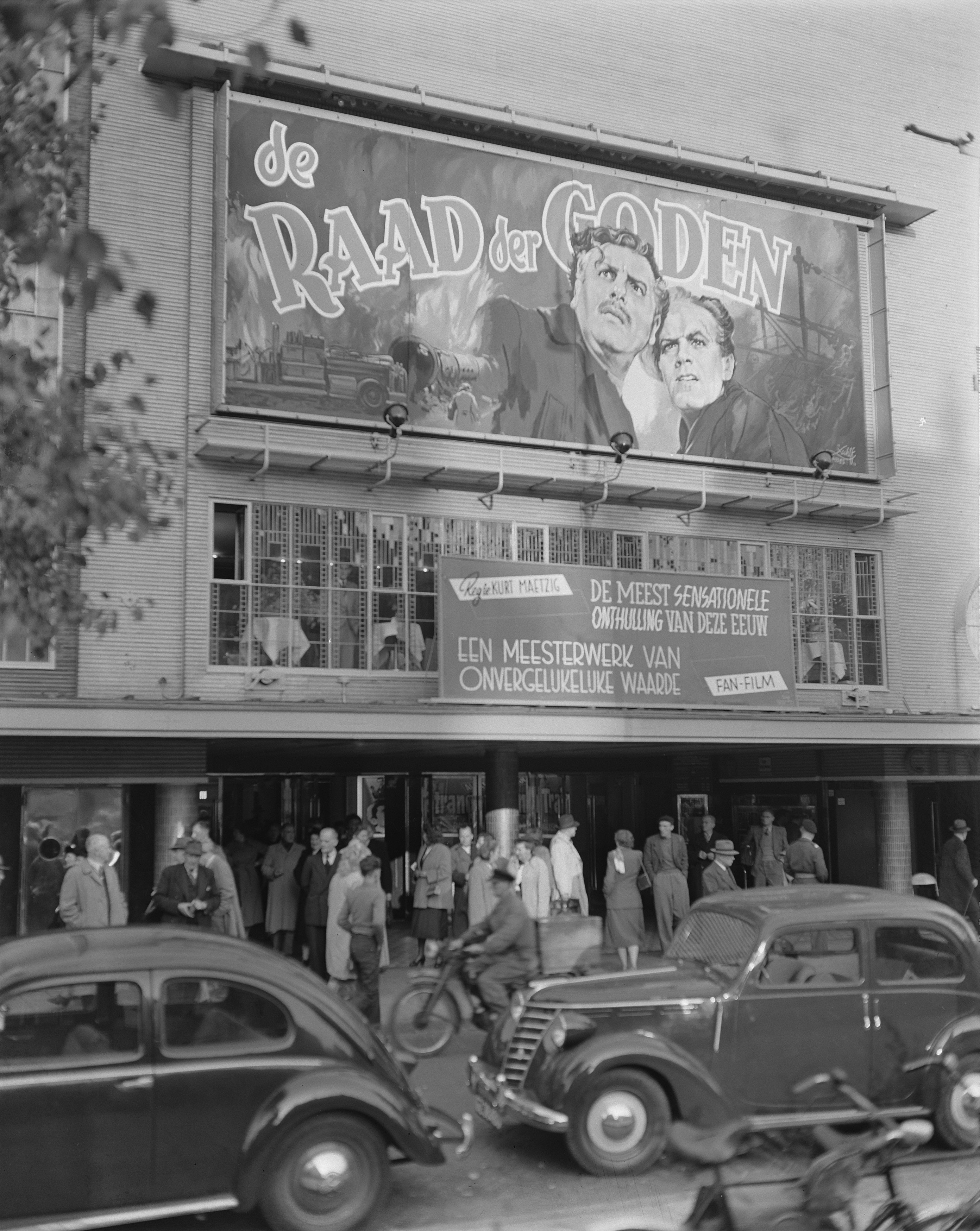
Filmplakat an einem Kino in den Niederlanden (1951)

Der Rat der Götter ist ein deutsches Filmdrama von Kurt Maetzig nach einem Drehbuch von Friedrich Wolf. Er beleuchtet den Weg des I.G.-Farben-Konzerns von 1930 bis 1948.

## Handlung
Grundlagen des Films sind eine 1947 erschienene Dokumentation und die Akten der Nürnberger Prozesse. Im Zentrum der Handlung stehen der Vorstandsvorsitzende Geheimrat Mauch – eine Anspielung auf den verurteilten Kriegsverbrecher Carl Krauch (1887–1968) – und der fiktive Chemiker Dr. Scholz. Geheimrat Mauch ist hauptverantwortlich für die Rüstungsproduktion und Giftgasherstellung der I.G. Farben. Gewinnstreben um jeden Preis verleitet die Beteiligten dazu, sich an den Verbrechen des Naziregimes aktiv zu beteiligen. Während der Verhandlung vor dem Kriegsverbrechertribunal in Nürnberg gelingt es den Hauptverantwortlichen, ihre Schuld abzuwälzen auf Dr. Scholz. Dieser, ein von seiner fachlichen Arbeit durchdrungener Chemiker, war für die eigentlichen Entscheidungsprozesse nicht verantwortlich, jedoch hatte er bis 1948 Augen und Ohren verschlossen, um seine Stellung und die Familie zu retten. Erst als im Zusammenhang mit der neuerlichen Produktion von Sprengstoff in Ludwigshafen schrecklicher Schaden entsteht, bricht er, zusätzlich beeindruckt durch die Nürnberger Prozesse, sein Schweigen. Er stellt sich nun entschieden gegen den neuerlichen Beginn einer Kriegsproduktion durch die gleichen Konzernherren, den „Rat der Götter“.
Eine eigene Rolle spielt in dem Film das Interesse von US-amerikanischen Interessenvertretern an der Kooperation mit den in ihren Stellungen bleibenden Konzernverantwortlichen, um die weitere Produktion von Sprengstoffen und wohl auch Giftgas zu gewährleisten. Gezeigt wird auch, dass der ursprüngliche amerikanische Ankläger im Kriegsverbrechertribunal diese interessengeleitete Vertuschung von Schuld nicht mitmachen will, worauf er abgelöst wird.

## Hintergrund
Der Rat der Götter ist einer der ersten Filme, der sich explizit mit der Mitschuld eines deutschen Konzerns an den Naziverbrechen beschäftigt. Er entstand 1949/50 im Althoff-Atelier mit Außenaufnahmen aus den Leunawerken und in Kulissen auf dem DEFA-Freigelände Babelsberg. Die Uraufführung erfolgte am 12. Mai 1950 in Berlin-Ost.
Der Interministerielle Ausschuß für Ost-West-Filmfragen verbot die Aufführung in der Bundesrepublik Deutschland.
Die im Film am Ende gezeigte Explosion lehnt sich an die Kesselwagenexplosion in der BASF 1948 an.

## Filmmusik
Der Komponist Hanns Eisler komponierte die Musik zum Film.
Als Schluss, um den Sieg des Volkes im Kampf um den Frieden zu unterstreichen, wird die 5. Sinfonie von Pjotr Iljitsch Tschaikowski verwendet.

## Auszeichnungen
- Autor Friedrich Wolf, Regisseur Kurt Maetzig, Kameramann Friedl Behn-Grund und Architekt Willy Schiller erhielten den Nationalpreis I. Klasse der DDR.
- Bei den V. Internationalen Filmfestspielen Karlsbad wurde dem Film eine besonderen Anerkennung verliehen.

## Kritiken
„Handwerklich beachtliches Polit-Drama der DEFA, das im Finale zu einer Apotheose der Friedensbewegung à la Moskau wird.“

„Der Film war ein aufwendiges Prestigeunternehmen der DEFA. ... Aber unter der Regie von Kurt Maetzig geriet dann alles in diesem Film so plakativ, so überdeutlich, dass die angestrebte Wirkung nicht selten in ihr Gegenteil umschlug. Künstlerisch war der Film ohne große Bedeutung.“

## Stimmen zum Film
„Ich habe in meinem Leben viele Filme und viele Fernsehgeschichten gemacht, aber eine solche wunderbare Wohlfühlstimmung wie beim Rat der Götter nie wieder erlebt. Dazu hat Yvonne Merin beigetragen. Sie war eine wunderbare Frau, bloß keine gute Schauspielerin, aber dafür konnte sie nichts. Maetzig hat sie geliebt und ihr die Rolle gegeben.“

## Auszeichnungen
- 1950: Sonder-Ehrendiplom beim Internationalen Filmfestival Karlovy Vary
- 1950: Nationalpreis I. Klasse für Regisseur (Kurt Maetzig), Drehbuchautor (Friedrich Wolf), Kameramann (Friedl Behn-Grund) und Architekt (Willy Schiller)